# Itakura Shigemune
Itakura Shigemune est un nom japonais traditionnel ; le nom de famille (ou le nom d'école), Itakura, précède donc le prénom (ou le nom d'artiste).
Itakura Shigemune (板倉 重宗, 1586-15 janvier 1657) est un daimyo japonais du début de l'époque d'Edo dont la famille prétend descendre de la branche Shibukawa du Seiwa-Genji. Les Itakura identifient les origines de leur clan dans la province de Mikawa, et les descendants de son père Itakura Katsushige, dont son fils Shigemune, sont considérés comme la branche aînée du clan. En 1622, ses services sont récompensés par sa nomination de daimyo du domaine de Sekiyado. Son titre de cour était Suo no kami.

## Biographie
Shigemune est le fils aîné d'Itakura Katsushige. Il est choisi dans son enfance pour devenir page de Tokugawa Ieyasu et celui-ci déclare qu'il a beaucoup d'estime pour lui. Shigemune participe à la bataille de Sekigahara et au siège d'Osaka.
En 1619, Shigemune est nommé troisième Kyoto shoshidai, une fonction qu'il tient pendant trente-cinq ans (1619-1654). À ce poste, il s'engage activement et personnellement à la tête d'un réseau d'espions chargés de découvrir et de signaler toute volonté de sédition, d'insurrection ou de n'importe quel autre trouble.
Dans les subtilités de la politique du shogunat, Shigemune aurait développé un grand sens de l'impartialité. Lorsqu'il était chargé de juger une affaire, il plaçait une lanterne entre lui et l'orateur, et s'occupait à faire du thé, pour ne pas laisser les apparences influencer son sens de la justice.
Shigemune était chargé de la garde du palais et de la direction des nobles de cour et réalisa progressivement que sa nouvelle fonction n'était pas une sinécure. Par exemple, un jour que l'empereur Go-Kōmyō prenait ses leçons d'escrime, Shigemune menaça de se suicider et le souverain lui répondit : « Je n'ai jamais vu un guerrier se suicider, le spectacle sera intéressant. Vous devriez ériger une scène dans la cour du palais afin que votre exploit soit vu de tous. » Les deux hommes trouvent finalement une solution à cette impasse.
Shigemune meurt en 1657 au domaine de Sekiyado.
Le mérite gagné par les services loyaux de Shigemune envers le shogunat ressurgit des années plus tard lorsque les actions d'un descendant menacent de dévaster la famille Itakura. En 1739, Hosokawa Munetake de Higo est assassiné à l'intérieur du château d'Edo par Itakura Katsukane qui est ensuite condamné à se suicider. Cependant, le shogun Tokugawa Yoshimune intervient personnellement pour atténuer les conséquences néfastes sur la famille fudai du défunt.
Les restes de Shigemune sont répartis entre le temple Kōetsu-ji à Kyoto, et le Chōen-ji à Nishio.

## Source de la traduction
- (en) Cet article est partiellement ou en totalité issu de l’article de Wikipédia en anglais intitulé « Itakura Shigemune » (voir la liste des auteurs).